# 天正壬午の乱
天正壬午の乱（てんしょうじんごのらん）、壬午の乱、壬午の役は、天正壬午年（天正10年・1582年）中に甲斐・信濃など武田氏の旧領だった織田氏の領国で起きた一連の争乱、具体的には同年2-3月の織田信長の武田攻め（武田征伐）と、同年6月の本能寺の変後の争乱（特に8-10月の若御子対陣）を本項目にて取り扱う。

## 概要
天正10年の織田信長による武田征伐によって武田氏が滅亡し、その直後に本能寺の変で織田信長が死亡したため、織田氏の領国支配体制が固まっていなかった旧武田領国（甲斐・信濃・上野西部）は混乱し、空白状態となった。この旧武田領国をめぐって、隣接する相模を本拠とする後北条氏（北条氏政・北条氏直）、織田氏の同盟者で武田征伐で駿河を得たばかりだった徳川家康、武田氏の滅亡直前まで武田勝頼と同盟を結んでいた越後の上杉景勝が争い、そこに武田氏の傘下に入っていた木曽氏や真田氏らの国衆、旧信濃守護の小笠原氏などの動きが絡んで起きた争乱である。

## 甲州征伐
1971年の『中富町誌』、1996年の『都留市誌』などでは、「甲州崩れ」の際の穴山氏や小山田氏の動向に関して、「天正壬午の乱」の語が用いられている。

## 若御子対陣
若御子対陣（わかみこたいじん）は、天正10年（1582年）6月の本能寺の変の後、同年7月下旬から10月下旬まで続いた、甲斐国の若神子・新府における徳川家康と北条氏直の対陣に象徴される、織田信長の遺領を巡る両氏の抗争。10巻本『北条記』や『北条盛衰記』などの近世の軍記で「若御子対陣」と呼ばれており、徳川氏創業史の諸軍記では「家康公の甲州発向」のような言い方が多いが、『参陽実録』に「若御子対陣」の呼称が用いられている。
1980年に田代孝が若御子対陣のことを特定して天正壬午の戦いと呼んで以来、若神子対陣を「天正壬午の乱」と呼ぶ例が多くなっている。

### 家康の甲州発向
本能寺の変の発生した天正10年6月2日、堺に滞在していた徳川家康は、畿内を脱出（伊賀越え）して同月4日に三河の岡崎城（愛知県岡崎市）に帰還し、まず密かに領内に匿っていた武田遺臣たちを次々に召し出した（根拠史料）。
同月5日に、家康は遠江国桐山に潜伏させていた甲斐国武川衆の折井次昌、米倉忠継に甲斐の武士を徳川方に帰属させる工作を進めるように下知した。同月6日に、駿河衆・岡部正綱に書状を送り、畿内脱出の途中で死去した穴山梅雪の本拠である甲斐河内領の下山館（身延町下山）における城普請を命じ、富士川・駿州往還（河内路）沿いに菅沼城（身延町寺沢）が築城された。穴山梅雪と帯金氏ら重臣層が一挙に横死したため弱体化、動揺していた穴山衆を徳川方に従属させた（根拠史料）。
同月10日頃、家康は、織田氏の家臣として甲斐一国と信濃諏訪郡を統治していた河尻秀隆のもとへ家臣の本多信俊（百助）を派遣し、河尻に協力の要請を行い（『当代記』）、また伊賀越えの最中に、徳川領国に潜行していた信濃佐久郡の国衆・依田信蕃に、武田遺臣の調略と信濃の本領回復を指示した書状を送り、佐久郡へ向かわせ（『当代記』）、依田は6月12日に中道往還の迦葉坂（甲府市）で自身の「鐘ノ旗」を掲げて、武田遺臣の結集を呼び掛けると、その数3000人に達し、本領の春日城に入ったという。
岡部は6月12日から同月23日にかけて、曽根昌世と連署で甲斐衆に知行安堵状を発給し、その後、家康家臣大須賀康高が参加し、やがて大須賀が知行安堵状の発給を独占した。大須賀は穴山重臣有泉昌輔を奉者にしていることから、穴山衆と行動をともにしていたと推定される（根拠史料）。
6月14日に岩窪館において河尻は本多信俊を殺害した（『三河物語』）。『武徳編年集成』によれば、河尻は信俊に不審感を抱き、家康が一揆を扇動し、甲斐を簒奪する意図があったと疑い、信俊を殺害した。
翌15日に甲斐国人衆が一揆を起こし、河尻は脱出を図ったが、18日に一揆勢に殺害された（『三河物語』？）。

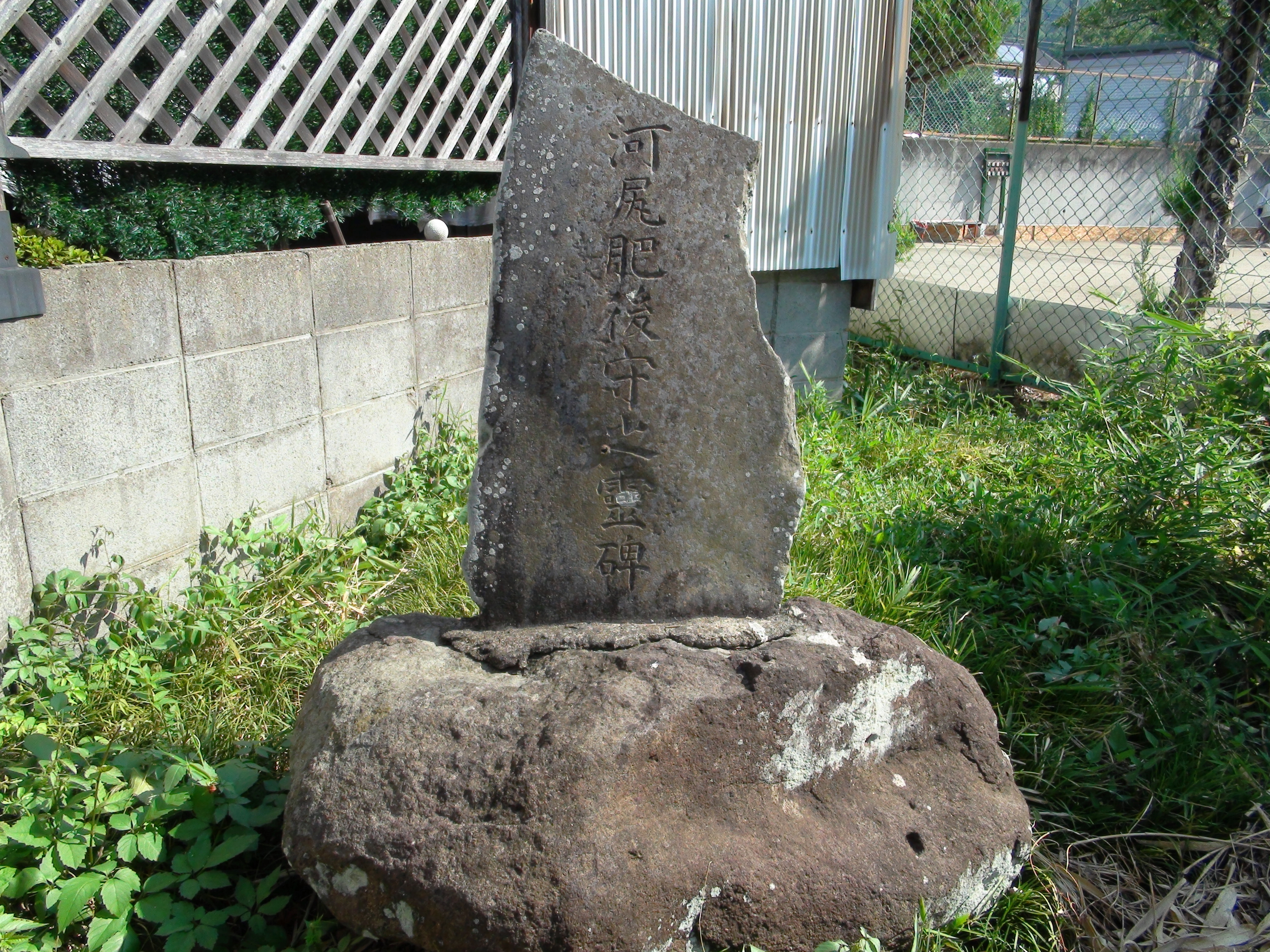
甲府市岩窪町の河尻塚

上野・甲斐・信濃の3か国を統治していた織田氏家臣のうち、河尻が死亡し、滝川一益・森長可が敗走したことを確認した家康は、明智光秀を討った羽柴秀吉と連絡した（根拠史料）。
清洲会議において、家康の行動について織田氏重臣の同意が得られたと考えられ、7月7日に秀吉は、家康に、軍勢を派遣して甲・信2か国を確保することを認める書状を送った。

### 北条氏の進軍

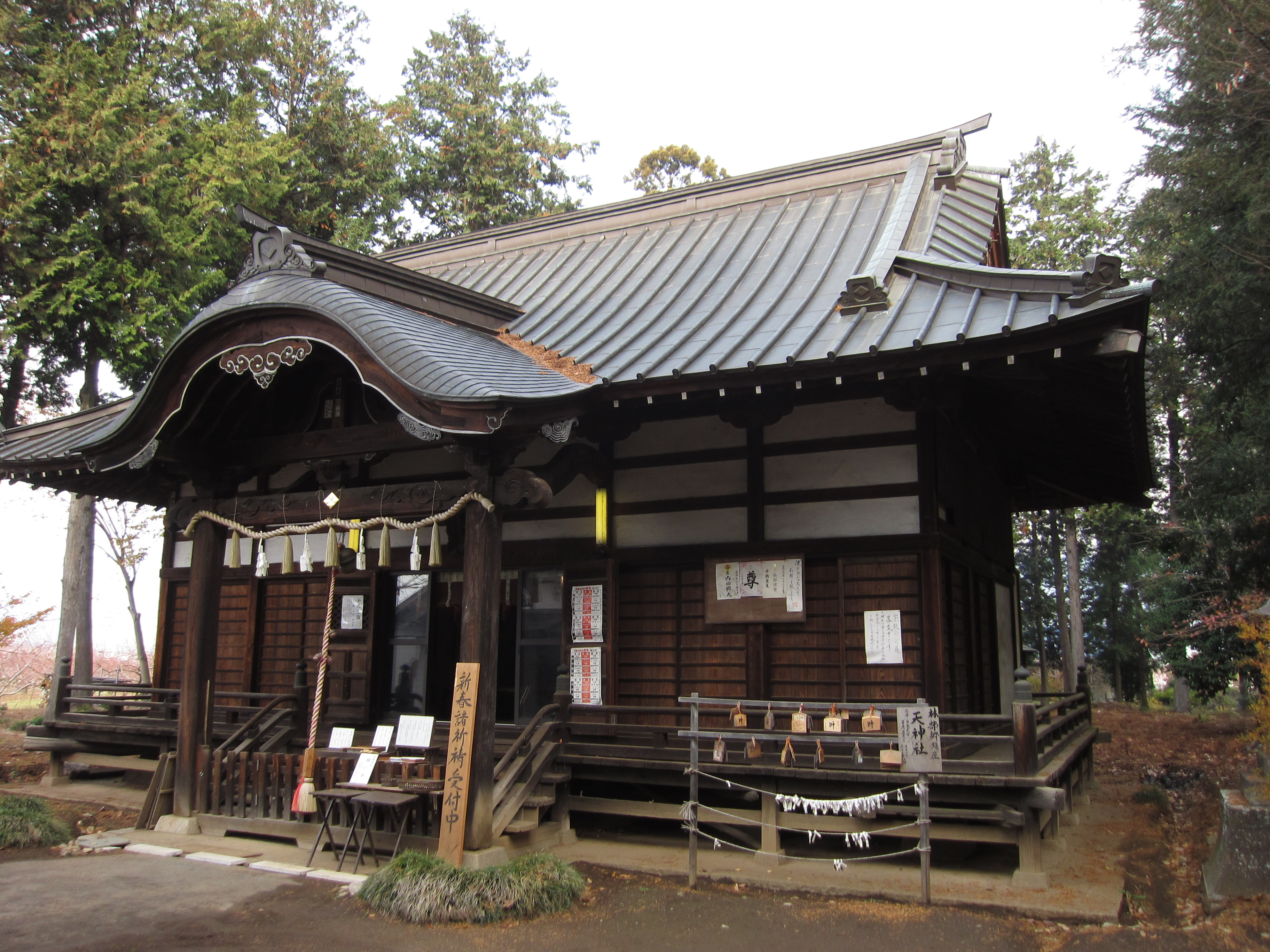
甲斐奈神社（橋立明神）・拝殿

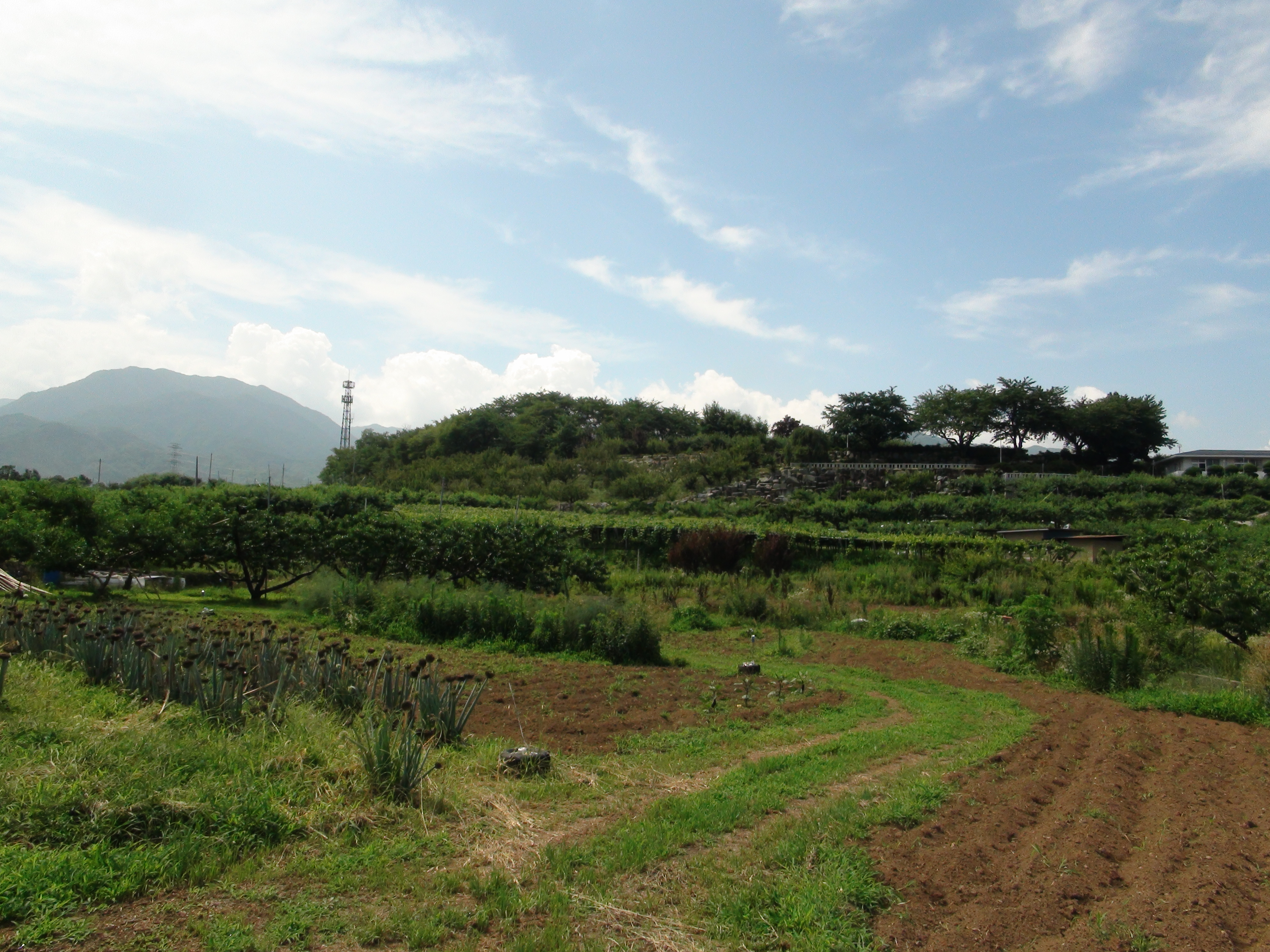
小山城遠景

6月11日に織田信長の横死を確信した北条氏政は、6月12日に軍事動員をかけた。6月中旬に、秩父往還（雁坂口）を守備していた浄居寺城（中牧城、山梨市牧丘町浄居寺）の大村忠堯（三右衛門尉）・大村忠友（伊賀守）に率いられた山梨郡倉科（山梨市牧丘町倉科）の土豪・大村党が、大野砦（山梨市大野）に籠城して、後北条氏方に帰属した（『甲斐国志』）。
また、甲斐・相模間の鎌倉街道から近い笛吹市一宮町橋立にあった甲斐国総社の甲斐奈神社（橋立明神）の社家衆・大井摂元も後北条方に属した（根拠史料）。のちに後北条氏は、御坂峠の所在する笛吹市御坂町藤野木かまたは南都留郡富士河口湖町河口に御坂城を築いた。これに対して徳川家康は家臣の鳥居元忠に小山城 を修築させた。
北条氏は6月13日までには、甲斐国都留郡岩殿城を奪取し、6月15日に、北条領内に亡命していた都留郡の土豪渡辺庄左衛門尉を本領に帰還させ、味方の結集を指示していた。6月18日に河尻秀隆が一揆の蜂起により敗死し、甲斐国内は内乱状態へと陥ったが、とくに北条氏に味方した一揆は、大村党と大井氏らの「東郡一揆」と、渡辺庄左衛門尉らの「郡内一揆」であった。そこで徳川方は甲斐で唯一大きな軍事力を保持していた穴山衆を出陣させた結果、東郡一揆は壊滅し、郡内一揆も勢力を失ったが、依然として甲斐が徳川方に帰属するか、それとも北条方が制圧するかは予断を許さなかった。そのため家康は、6月28日に大久保忠世、石川康道、本多広孝・康重父子を増援として甲斐に派遣し、甲斐・信濃の土豪や国衆を味方につけようと図った。
北条軍の上野侵攻とほぼ時を同じくして、信濃の真田昌幸が独自に吾妻郡や沼田城の回復に積極的に動き始めていた。沼田城は滝川一益の決断で、武田氏滅亡時に城を保持していた真田昌幸に引き渡すことが確定され、6月13日、真田が軍勢を率いて沼田城を受け取った（「里見吉政戦功覚書」）。
北条氏直は6月19日の神流川の戦いで滝川一益を撃破し、まず上野国の制圧に取り掛かかり、6月下旬までには、沼田の手前を北限に西部は信越国境まで、東部は従属していない厩橋城の北條芳林を除く地域までの、上野国の主要な国衆を押さえ、信濃への侵攻を急いだ。

### 黒駒合戦
御坂峠の北条1万には未だ房相一和が完全には破綻していなかった安房の里見義頼も援軍を出していた。8月12日徳川勢8000は北条勢3万5000を撃退した。

### 和睦の成立
10月になって織田体制の織田信雄・織田信孝や、羽柴秀吉から和睦の勧告があり、10月29日、織田信雄を仲介役として北条と家康の間で講和が結ばれた。講和の条件は以下のとおりであった。
- 氏直に家康の娘督姫を娶らせる
- 甲斐・信濃は家康に、上野は北条にそれぞれ切り取り次第とし、相互に干渉しない

### 和睦後の動向
和議成立後、甲斐では河内領は穴山勝千代に安堵され、かつて小山田氏の支配地域だった郡内領には鳥居元忠 が配置された。甲斐中央部の国中領は躑躅ヶ崎館を本拠とし、平岩親吉と岡部正綱（天正11年の岡部没後は平岩単独）が派遣されて支配を行った。
天正10年10月の和議の後も、信濃国では徳川氏と在地勢力の間で抗争が続いた。
依田信蕃は後北条方の大道寺政繁が撤退した後の小諸城も任され、周辺の勢力が続々と信蕃の下に集ってきたが、これを良しとしない勢力は、後北条方の信濃佐久郡岩尾城主の大井氏の下に集まった。
天正10年（1582年）11月、依田信蕃は前山城 (信濃国)を攻めて、前山伴野氏の伴野信守、伴野君臣、伴野貞長を滅ぼした。伴野貞長の弟伴野信行は、武州八王子に逃れた。
天正10年（1582年）12月に諏訪頼忠は家康と和睦したが、依田信蕃は大井行吉が守る岩尾城攻めで落命した（根拠史料）。その後、大井行吉は柴田康忠に説得され、岩尾城を開城した。
上野・沼田領の帰属問題では、真田氏が上杉氏と結んで徳川氏と対立、信濃国小県郡及び上野国吾妻郡・同国利根郡を支配し、上田合戦に発展した。上杉氏は北部4郡の支配を維持、徳川氏は上杉領・真田領を除く信濃と甲斐全域、北条は上野南部を獲得した。

## 桃山時代
天正18年（1590年）、豊臣秀吉が小田原征伐にて後北条氏を滅ぼし、徳川氏を関東に移封させて旧領から切り離し、甲斐・信濃には豊臣系の大名が配置され、太閤検地が実施され兵農分離が進んで、豊臣政権による支配が確立された。慶長3年には上杉景勝が会津に移封された。
関ヶ原の戦いの後、甲斐・信濃は再び徳川家の親藩や直轄領となった。

## 天正壬午の乱後の武田遺臣
天正壬午起請文参照。

## 研究史
天正壬午年に山梨県で起きた動乱に関しては、1980年の『日本城郭大系 第8巻』の山梨県の部の総説「信玄・勝頼二代と壬午の役」
や、同書に田代孝が若御子対陣のことを特定して記した「研究ノート 天正壬午の戦い」がある。
その後、『山梨県史』編纂事業において関係史料が集成された。
2014年に石川博は、『甲斐国志』について、同書が武田氏や柳沢氏など甲斐国主に対しては敬称を用いていないが、徳川家に対しては家康を「神祖」と称して敬意を示しており、天正壬午起請文が提出された天正10年を重視した時代区分を用いていると指摘している。
1971年の『中富町誌』、1996年の『都留市誌』などに、「甲州崩れ」を指す語として用例がある。
天正壬午の乱がどれを指すかは諸説あり、1980年に田代孝は若御子対陣のことを特定して天正壬午の戦いと呼び、1998年に平山優は『能見城跡』に田代稿を典拠として、本能寺の変後の武田氏の旧領にあたる上・甲・信・駿地方で起きた戦乱の総称、と再定義したが、武田氏の本国で支配が安定し、天正10年を除いて他国の侵略を受けることが少なかったとされ、同年10月の若神子対陣の和睦成立により争乱が収束した山梨県と違って、同年11月から天正11年以降も、信州では徳川氏と在地勢力、上州では後北条氏と在地勢力の間で争乱が続き、同年11月以降の争乱は若神子対陣の次の事象とみる向きもあり、例えば『日本城郭大系 第8巻』の「山梨の部」には「壬午の役」の用例が確認できるのに対し、「長野県の部」では上記のような用語の使用は確認できない。
また織田氏の遺領の領有を巡り在地の勢力が抗争を続けたという見地からは、天正18年（1590年）の後北条氏滅亡に伴う徳川家康の関東移封と豊臣系の大名配置、慶長3年（1598年）の上杉景勝の会津移封により、在地の大名が旧領から切り離され、織豊政権による支配が確立するまでが画期とされている。
このため平山は2011年の『天正壬午の乱』及び『武田遺領を巡る争いと秀吉の野望』では、本能寺の変後の武田氏旧領を巡る争乱のうち、天正10年の出来事のみを「天正壬午の乱」と呼んでいる。また2015年の『天正壬午の乱　増補改訂版』では、「はじめに」で、山梨県史における伝統的な用法と同様に天正壬午年中の戦乱全般を地域を武田旧領全体に広げて「天正壬午の乱」と呼び、彼自身の造語と主張しているが、後書きでは本能寺の変後、若神子対陣の和睦までの争乱と定義している。